# Сірський Василь
Василь Сірський (* 12 лютого 1921, Соколівка, тепер Буська міська громада, Львівська область — 25 травня 2003, м. Ватерлоо, Онтаріо, Канада) — український військовий та науковий діяч, десятник дивізії «Галичина», доктор історичних наук, педагог. 

## Життєпис
Народився 12 лютого 1921 року в селі Соколівка (тепер Буська міська громада, Львівська область).
Навчався у 1943 році німецької мови в Бродах у визначного діяча ОУН Юліана Вассияна. У цьому ж році добровільно вступив до дивізії «Галичина», свій вибір зробив під впливом масових убивств більшовиками українців під час окупації 1939 року, в тому числі його брата Михайла : 
| Але найбільшим поштовхом до творення Дивізії був таки наш страх перед більшовицьким, другим "визволенням" Галичини. Тоді ще свіжо стояли в нашій пам'яті більшовицькі звірства у львівських Бриґідках, Вінниці, Золочеві. Бродах. Тисячі-тисячі по-звірськи закатованих наших братів і сестер! І цей страх перед Червоною армією, перед "другим визволенням" показав нам свої жорстокі зуби: тоді, тільки в мойому містечку загинуло від більшовицьких куль кілька сотень молоді, а поміж ними мій старший брат, інвалід Михайло.[2] |
Після вишколу отримав ранг унтершарфюрер (десятник), учасник Битви під Бродами, де за проявлений героїзм при прориві з оточення в рукопашному бою нагороджений срібним нагрудним знаком ближнього бою (один із 5 вояків дивізії). Проявив себе також у боях в Словаччині та Австрії, за що отримав інші нагороди.
На еміграції в Канаді. Працював бібліографом та викладачем української мови в університеті Ватерлоо, був членом «Асоціації Славістів Канади». 
На початку 90-х викладав українську історію та філологію в кількох українських університетах. У 1995 році подарував для музею визвольної боротьби України у Львові свій військовий наплечник.
Помер 25 травня 2003 року, похований на цвинтарі св. Володимира в Оквілі. 

### Родина
- Дружина Одарка
- Сини : Борис, Мирон та Роман.

## Праці
- Василь Сірський. УПА й дивізія «Галичина»: факти й фантазія. Видавництво : Центр учбової літератури.[4]